# Takuya Nozawa
Takuya Nozawa (野沢 拓也 Nozawa Takuya?), född 12 augusti 1981 i Ibaraki prefektur, är en japansk fotbollsspelare.
Nozawa började sin karriär 1999 i Kashima Antlers. Han spelade 254 ligamatcher för klubben. Med Kashima Antlers vann han japanska ligan 2000, 2001, 2007, 2008, 2009, japanska ligacupen 2000, 2002, 2011 och japanska cupen 2000, 2007, 2010. 2012 flyttade han till Vissel Kobe. Han gick tillbaka till Kashima Antlers 2013. 2014 flyttade han till Vegalta Sendai.